# Peter Salaka
Peter Salaka est un homme politique salomonais.

## Biographie

### Jeunesse
Né dans les années 1940 à Maleasi dans les îles Shortland aux Îles Salomon britanniques, il est éduqué dans des écoles catholiques des îles Shortland puis sur l'île Bougainville, puis à Sydney, en Australie. De retour aux Îles Salomon, il est employé par les services médicaux de l'administration coloniale, d'abord comme assistant de laboratoire dans la campagne d'éradication de la malaria, puis comme responsable d'équipe de terrain.

### Débuts en politique
Élu au conseil municipal de Honiara, la capitale, et membre d'un syndicat d'employés municipaux, il lance en 1970 un très éphémère parti travailliste, qu'il dissout presque aussitôt. En 1970 ont lieu des élections pour le Conseil de gouvernement des Îles Salomon (en), nouvellement créé par les autorités britanniques en vue de la décolonisation. Peter Salaka se présente dans la circonscription de Honiara, mène campagne « vigoureusement » et a le soutien notamment des travailleurs originaires de Malaita installés à Honiara, ainsi que d'une partie des communautés d'ascendances chinoise et européenne. Bien qu'il ne soit pas un bon orateur, il est largement élu, obtenant 57,9 % des voix face à ses deux adversaires dont Peter Kenilorea, le futur « père de l'indépendance » du pays. Il lance alors en 1971 un « syndicat général » des Salomon, qui « ne parvient à rien » et est dissous en 1974, Peter Salaka étant accusé de mauvaise gestion des finances du syndicat,,,,. En tant que membre du Conseil de gouvernement, il obtient toutefois rapidement que soient créés un système obligatoire d'assurance et un salaire minimum pour certains travailleurs. Il préside par ailleurs la commission aux communications et aux travaux publics du Conseil.
Il est battu dans sa circonscription de Honiara aux élections de 1973 pour le Conseil de gouvernement, devancé par Ashley Wickham qui mène une campagne anti-coloniale et, lui aussi, de défense des travailleurs,. Au cours des années qui suivent, il fait campagne sans succès pour la sécession d'un État qui engloberait les îles Shortland, l'île Choiseul, l'île de Nouvelle-Géorgie mais aussi l'île de Bougainville qui appartient à la Papouasie-Nouvelle-Guinée.

### Ministre des Terres
Les Îles Salomon deviennent un État indépendant en 1978, et aux élections législatives de 1980, Peter Salaka est élu député des îles Shortlands au Parlement national, avec l'étiquette du parti Alliance populaire de Solomon Mamaloni,. 
Devenu Premier ministre des Îles Salomon en 1981, ce dernier nomme Peter Salaka ministre des Terres. À ce poste, Salaka accorde à une entreprise un permis de déboisement et d'exploitation forestière sans passer par la procédure légale et en faisant fi de l'avis du procureur général, le conseiller juridique du gouvernement. En 1982, le journal The Solomon Star révèle que le ministre des Finances, Bartholomew Ulufa'alu, a empêché, au nom de l'intérêt national, un prêt important d'une source arabe à une holding dont Salaka et Mamaloni sont deux des directeurs. D'autres scandales éclatent, conférant au Premier ministre et à son gouvernement la réputation d'être corrompus. Peter Salaka est soupçonné d'avoir accordé des permis d'exploitation forestière, minière et halieutique en échange de pots-de-vin, et le magazine salomonais The Sun révèle par ailleurs qu'il est actionnaire d'une entreprise à laquelle il a, en tant que ministre, accordé un permis d'exploitation sylvicole sur l'île de Guadalcanal, permis octroyé avec des signatures contrefaites de propriétaires fonciers locaux. En avril 1983, face à ces diverses accusations et à ce cas avéré de conflit d'intérêts, Solomon Mamaloni lui demande de quitter le ministère des Terres pour devenir ministre de la Justice et de la Police. Salaka refuse publiquement, et Mamaloni le limoge du gouvernement,. En juin, Salaka dépose au Parlement une motion de défiance pour tenter de renverser le gouvernement dont il a été exclus, mais retire la motion lorsqu'il constate qu'il n'a pas le soutien de suffisamment de députés.
Il conserve son siège de député aux élections législatives de 1984, et siège sur les bancs de l'opposition au gouvernement de Peter Kenilorea. Il est battu dans sa circonscription aux élections de 1989, et s'y présente également sans succès à celles de 1993. 